# Hugh Kenner
William Hugh Kenner (Peterborough, 7 gennaio 1923 – Athens, 24 novembre 2003) è stato un critico letterario canadese.

## Biografia
Jenner studiò all'Università di Toronto avendo come insegnante Marshall McLuhan, il quale scrisse la prefazione del primo libro di Kenner, Paradox in Chesterton. Lo stesso McLuhan presentò a Kenner il poeta Ezra Pound durante l'incarcerazione dell'artista al St. Elizabeths Hospital a Washington.
Il secondo libro di Kenner, The Poetry of Ezra Pound, fu dedicato quindi proprio a McLuhan. 
Nel 1971 Kenner pubblicò The Pound Era, che secondo molti è considerato il suo capolavoro e responsabile della consacrazione di Ezra Pound come uno dei più grandi modernisti dopo che la sua reputazione fu danneggiata dalle sue attività nel periodo della seconda guerra mondiale.